# Grotte de Gazma
La Grotte Gazma (en azeri : Qazma mağarası) est un site d'habitation paléolithique découvert entre les districts d'Ordubad et de Charur en 1983 en Azerbaïdjan.
La grotte Gazma est située à 3 km au nord-est du village de Tananam, à 1 450 m au-dessus du niveau de la mer.

## Découverte
L'ancien site de la grotte de Gazma a été découvert en 1983 lors de l'expédition archéologique paléolithique dirigée par M.M.Huseynov et A.G.Djafarov dans les régions d'Ordubad et de Sharur. Des fouilles archéologiques y ont été menées sous la direction d'A.G.Djafarov en 1987-1990 et d'A.Zeynalov en 2008-2013,,.

## Résultats
Un grand nombre de matériaux archéologiques ont été trouvés dans la grotte au cours des recherches. Plus de 17 000 fossiles animaux exhumés ont été examinés par les archéologues ; ils appartenaient à 24 espèces différentes, certains étaient utilisés comme outils. En plus des fossiles de la faune, 874 outils en pierre ont également été découverts dans la grotte. Parmi eux, 780 étaient en obsidienne, 93 en silex et un en tuf. Bien que la carrière d'obsidienne soit située dans les montagnes de Kalbadjar, les recherches ont révélé que ces pierres ont été collectées par des habitants des cavernes du lit d'Arpatchay. La forme des outils est similaire à ceux dérivés des grottes d'Azikh et de Tağlar. La présence de plusieurs foyers dans une petite zone de la grotte indique que les peuples primitifs vivant à Gazma ont utilisé le feu et y ont vécu pendant longtemps. Au cours de la période de la culture moustérienne, la chasse a joué un rôle particulier dans la vie des habitants de Gazma. Six couches culturelles ont été découvertes dans la grotte.

## Mode de vie des occupants
Les résultats montrent que la chasse était la principale activité économique des anciens habitants de la grotte Gazma pendant la période Mustye.